# 香港道教聯合會純陽小學
香港道教聯合會純陽小學（英語：H.K.T.A. Shun Yeung Primary School），為香港道教聯合會興辦的第一所小學，創校於1995年。學校位於沙田區，是一所津貼男女文法小學及全港唯一擁有戶外棒球場小學。

## 校政管理

### 歷任校監
- 1995年-？：朱柏全 先生[1]（已歿）
- ？至今：葉國謙 議員，大紫荊勳賢，GBS，JP

### 歷任校長
- 1995年-2024年：梁美玲 女士（創校校長）
- 2024年至今：蔡華媚 女士[2]

## 辦學宗旨
本校秉承母會香港道教聯合會「以道為宗，以德為化，以修為教，以仁為育」的辦學宗旨，推行「道化教育」，並以「明道立德」為校訓，透過品德和學業兼備的全人教育，使學生在德、智、體、群、美各方面都得到全面發展。

## 發展方向
- 培養學生在德、智、體、群、美各方面都得到全面具個性的發展，並鼓勵不斷超越自我。
- 教導每一個學生掌握基礎知識和基本能力，包括運用兩文三語、運算能力、閱讀興趣及資訊科技的能力。
- 建立每一個學生積極的態度和正向價值觀，以應對日後升學、工作和生活的需要。
- 培養每一個學生主動學習的自學精神，思考創新的能力，使他們建立充分的自信，為個人和社會的發展而不斷學習。

### 校舍設備
課室
標準課室、英語角、閱讀角、英語閱讀室、數學室、常識教學室、地理室、科學實驗室、STEAM ‧ 創意中心、音樂室、視覺藝術室、吳少強圖書館、
資訊科技室
活動室
校園電視台、純陽超級市場、純陽餐廳、靜觀室、學生活動中心、舞蹈室、多元智能室、家長教師活動會談室室
大型活動場地
禮堂、室內體育館、演講廳、有蓋操場、一樓有蓋操場、小食部
運動場地
足球場、籃球場、攀石牆、棒球場及射箭雙用途場地
花園
魚池、魚菜共生、純陽生態池、撒哈拉沙漠、侏羅紀公園、有機農莊、悠閒徑、空中花園

### 語文發展
學校重視培養學生兩文三語的能力。在課堂內，英文科、中文科及普通話科採用分組小班上課，按學生的能力全面因材施教。2023-24年度起英文科全面逐步以外藉英語老師授課。
課堂以外，該校透過不同活動營造語境，提升學生的語文能力，如舉辦中國語文及文化周暨普通話日、English Festival、寫作班；校園電視台邀請學生主持節目；並鼓勵學生參加參加中、英文及普通話朗誦節、說故事比賽、閱讀報告比賽、寫作比賽等，以拓闊學生視野、發掘學生的語文潛能。

### 關愛校園
學校致力提倡關愛文化，由建立密切融洽的師生關係、友愛互助的同儕關係作起點，營造關愛和諧的校園文化，培育學生愛己及人、仁人愛物的精神。
除了推行德育及公民教育課程，讓學生實踐良好的生活態度和行為外，更每年籌辦「做個有品一中人」及「『正』是一中人」計畫，鼓勵學生於校園實踐正向教育。

### 中華文化
學校致力增強學生對祖國、國民身分和中華優秀傳統文化的認同，不論校內聚會或各式慶典均舉行莊嚴的升國旗儀式。除中國語文科的課程內容外，學校亦會透過透過中國語文及文化周等活動，加深學生對中國文化的認識。
踏入2023年，隨著新冠疫情減退，學校安排學生前往內地的交流，考察活動亦陸續復辦，讓學生親身感受國家發展如何迅速，建立民族自豪感。

## 課程結構 (2023/2024學年)
中文科、英文科、數學科、常識科、音樂科、體育科、視覺藝術科、資訊科技科、普通話科、圖書科、生命教育科、STEAM教育、藝術教育、可持續發展教育
歷史﹕

### 1999
- 申請興建棒球場

### 2001
- 新翼大樓動工

### 2003
- 棒球場正式落成啟用

### 2006
- 邀請行政長官曾蔭權到訪參與棒球活動為學校打氣。

### 2008
- 全面推行普教中。

### 2017
- 增設校園電視台命令為SYTV

### 2020
- 舉行25周年銀禧校慶及開放日，場面熱鬧，廣受外界人士、家長、學生和校友歡迎。
- 跟隨教育局指示推行國安教育

### 2021
為配合梁麗玲副校長退休故此分拆副校長職位1分為3

## 著名/傑出校友
- 曾少慧（2001年畢業）：首屆本校校友,現為本校老師
- 李寶珊（2008年畢業）：香港網絡藝人
- 方思敏（2010年畢業）：香港女排球員
- 楊殷彤（2010年畢業）：香港網絡女藝人
- 馮浩霖（2012年畢業）：曾擔任2011-12年度風記隊長,香港配音員、全港最年輕城巴車長
- 何沅錞（2013年畢業）：香港青年領袖
- 吳子霆（2018年畢業）：中學界棒球隊長

## 外部連結
- 香港道教聯合會純陽小學 （页面存档备份，存于）